# قلعة جعدول (كعيدنة)

تعديل مصدري - تعديل

قلعة جعدول هي إحدى قرى عزلة الغربي بمديرية كعيدنة التابعة لمحافظة حجة، بلغ تعداد سكانها 199 نسمة حسب تعداد اليمن لعام 2004.